# Maarten Ducrot
Pour les articles homonymes, voir Ducrot.
Maarten Ducrot est un ancien coureur cycliste néerlandais, né le 8 avril 1958 à Flessingue. Après sa carrière, il est reporter à la télévision néerlandaise.
Professionnel de 1985 à 1991, il remporte 7 victoires, dont une étape du Tour de France. 

## Biographie
Chez les amateurs, il devient en 1982 champion du monde du contre-la-montre par équipes avec l'équipe des Pays-Bas. Il participe également à l'épreuve du contre-la-montre par équipes des Jeux olympiques d'été de 1984.
Ducrot court le Tour de France à cinq reprises, et il le termine quatre fois. Lors de son premier Tour en 1985, il remporte la neuvième étape. Après le Tour, il reçoit le prix de la combativité. 
Il termine sa carrière de cycliste professionnel en 1991, après quoi il travaille comme conseiller dans l'organisation. Depuis 2004, il est journaliste de cyclisme pour l'émission de télévision néerlandaise Studio Sport. 
En janvier 2000, dans l'émission de télévision néerlandaise Reporter, il reconnait avoir pris de la cortisone et de la testostérone, ainsi que du synacthen, « un très mauvais médicament », qu'il regrette toujours d'avoir utilisé. Il ajoute qu'il utilisait le synacthen en 1982 alors qu'il était amateur.

## Palmarès sur route

### Par année
- 1982
  -  Champion du monde du contre-la-montre par équipes
- 1983
  - 3e du Tour de l'Avenir
- 1984
  - 2e de l'Étoile des Espoirs
- 1985
  - Tour de France :
    -  Prix de la combativité
    - 9e étape
- 1986
  - 2e étape du Tour de Romandie
  - 7ea étape du Critérium du Dauphiné libéré
  - 8e étape de la Coors Classic
- 1987
  - 5e étape du Tour des Pays-Bas (contre-la-montre par équipes)
- 1988
  - 3e du Tour d'Andalousie
- 1989
  - 3e du championnat des Pays-Bas sur route

### Résultats sur les grands tours

#### Tour de France
5 participations
- 1985 : 84e,  vainqueur du prix de la combativité et de la 9e étape
- 1986 : 81e
- 1987 : non-partant (24e étape)
- 1989 : 39e
- 1990 : 66e

#### Tour d'Italie
1 participation
- 1990 : 98e

#### Tour d'Espagne
1 participation
- 1991 : 113e

## Palmarès sur piste

### Jeux olympiques
- Los Angeles 1984
  - 4e de la poursuite par équipes

## Distinctions
- Cycliste espoirs néerlandais de l'année : 1983